# Barbara Hendricks
Barbara Hendricks (Stephens, Arkansas, 20 de noviembre de 1948) es una soprano lírica e intérprete de jazz sueca de origen estadounidense. Es considerada una notable exponente en óperas de Mozart y como recitalista.

## Biografía

### Educación musical
Hendricks se graduó a los veinte años en la Universidad de Nebraska en matemáticas y química. Luego asistió a la Juilliard School en Nueva York, donde estudió canto bajo la tutela de la mezzosoprano Jennie Tourel y participando en las clases magistrales de Maria Callas.

### Carrera musical
En 1974 debutó en Europa, cantando en el Festival de Glyndebourne y en los Estados Unidos, en la Ópera de San Francisco y en la Ópera de Santa Fe.
A partir de entonces, ha cantado en los teatros de ópera más importantes del mundo: la Ópera de París, en la Ópera del Metropolitan de Nueva York, Royal Opera House de Londres y la Scala de Milán trabajando con directores como Herbert von Karajan y Neville Marriner.
En 1998 interpretó el papel de Liù en una representación histórica de la ópera Turandot en la Ciudad Prohibida de Pekín.
Hendricks ha interpretado más de veinte papeles y ha grabado al menos doce.
En 1994 participó en una grabación de la ópera The Rake's Progress, que recibió premios internacionales.
En 1987 fue condecorada con la Legión de honor francesa y en 2000 recibió el Premio Príncipe de Asturias de las Artes.
Es miembro del jurado del Premio Internacional Cataluña que otorga la Generalidad de Cataluña.
En su repertorio incluye piezas de jazz, estilo en el que debutó en el Festival de Jazz de Montreux en 1994. Es asimismo una notable intérprete de música de cámara, especialmente su contribución al Lied de Schubert.
Participó en la película Aida's Brothers and Sisters de Jan Schmidt-Garre y Marieke Schroeder, 1999 y como la protagonista Mimi en la película de Comencini, La Bohème de Puccini.
También participó en la película Disengagement de Amos Gitai junto a Juliette Binoche y Jeanne Moreau.

## Derechos humanos

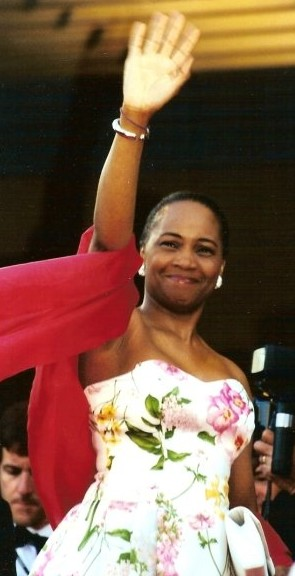
Barbara Hendricks.

Hendricks ha trabajado intensamente por los refugiados y apoya el trabajo del Alto Comisionado de las Naciones Unidas para los Refugiados (ACNUR). Ha sido nombrada Embajadora vitalicia honoraria de dicha organización.
Desde el 2000, es miembro del consejo de la Fundación para la Educación de los Refugiados, organización dedicada para la educación post-primaria de los jóvenes refugiados del mundo.
En 1991 y 1993 ofreció dos conciertos en las ciudades de la ex Yugoslavia, Dubrovnik y Sarajevo.
En 1998 fundó la Fundación Barbara Hendricks para la Paz y la Reconciliación, para facilitar la reconciliación en aquellos lugares donde han ocurrido conflictos.
En 2001 participó en la ceremonia de los Premios Nobel, entregando el premio a Kofi Annan.
En mayo de 2002 participó en la Ceremonia de Día de la Independencia de Timor Oriental.